# Cirera
|  | Per a altres significats, vegeu «Cirera (desambiguació)». |

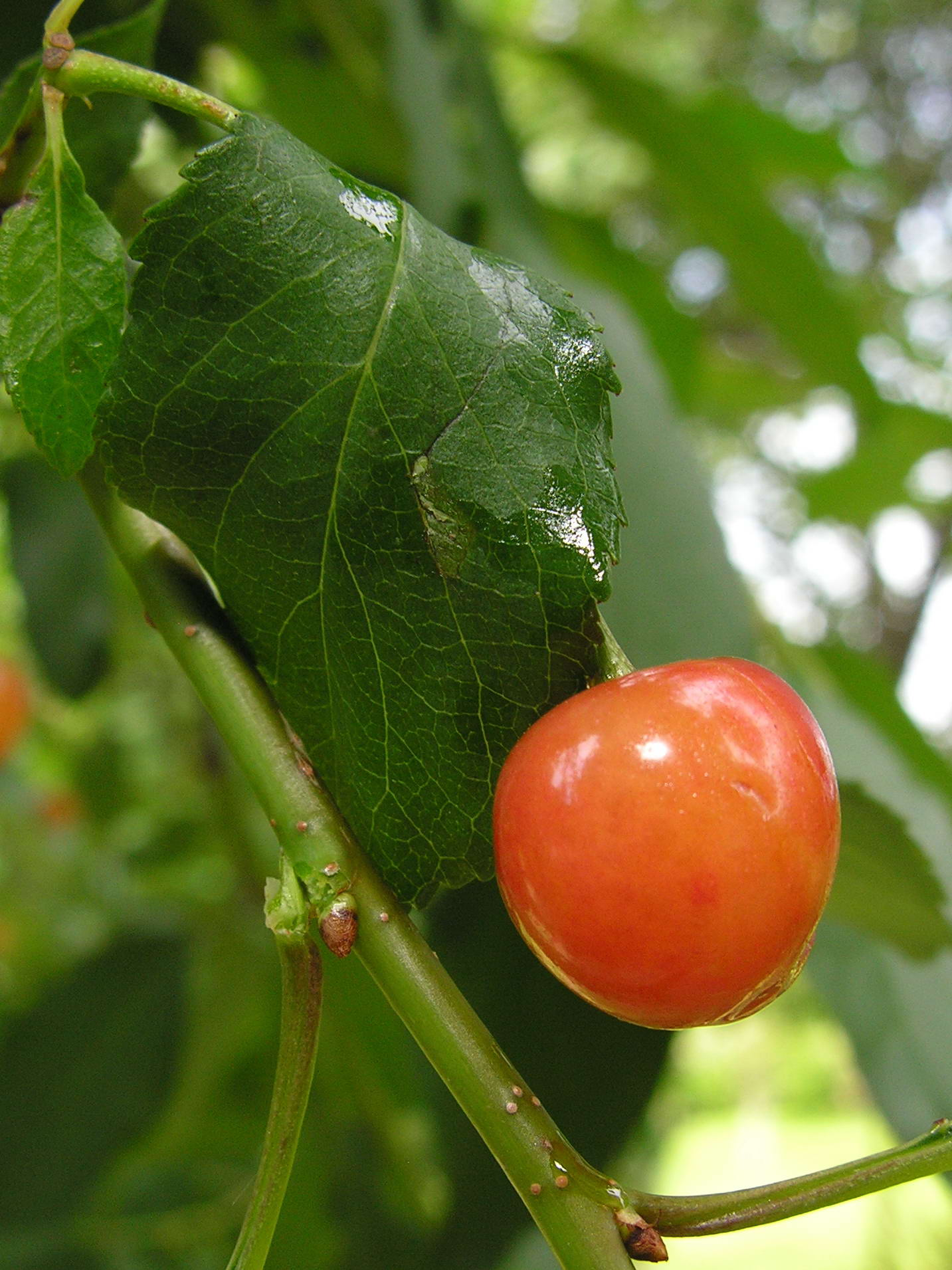
Cirera

Cirera, també conegut com a guinda, és el fruit de diverses espècies arbòries del gènere Prunus, encara que comercialment s'aprofiti un nombre limitat d'espècies. L'arbre se'l coneix com a cirerer o guinder. Encara que tots els cirerers són del gènere Prunus, hi pertanyen espècies que no ho són, com ara el pruner, l'ametller, l'albercoquer i el presseguer. Als Països Catalans es distingeix com a guinda el fruit de Prunus cerasus i com a cirera el de Prunus avium, a Amèrica és més comuna la denominació cirera àcida, per al primer i cirera dolça, per al segon.

## Etimologia
Fins al segle I aC. el conreu de la cirera es limitava a la zona compresa entre la mar Negra i la mar Càspia. Després de la conquesta de la colònia grega de Kerasus (actual Giresun) pels romans l'any 67 aC., el general Luci Licini Lucul·le va portar 74 exemplars a la ciutat de Roma on va començar la seva expansió portada per la migracions humanes. Kerasun fou anomenada després de la seva conquesta Kerasos i després Cerasus, en temps de l'Imperi Romà. D'allà el nom que rebria en llatí, d'on prové cirera.
Guinda, per contra, té una etimologia incerta. Joan Coromines suggereix un origen a l'antic provençal a partir del segle xii, quan la casa de Barcelona dominava Provença, al sud del Sacre Imperi Romanogermànic. Aquest terme va evolucionar a partir de l'arrel germànica wīksĭna del que prové el ripuarisch wihsina. D'allà va passar a l'occità guinle i després al provençal guinla. Després la dominació barcelonina a la regió, introduiria el terme guinda que va passar al català i a l'espanyol.

## Origen i característiques físiques

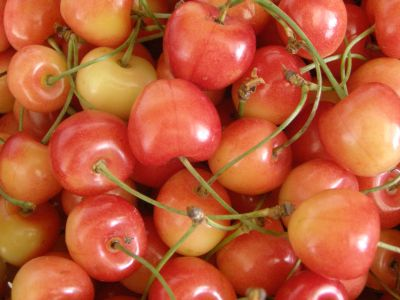
Cireres Prunus avium

L'espècie més antiga de totes és el cirerer àcid, Prunus cerasus, originari de la zona entre la mar Negra i la mar Càspia.
Les seves característiques físiques són drupa de color vermell negrós, globoses o amb figura de cor. El pinyol és globós, gairebé llis.

## Espècies
Les principals espècies de cirerer conreades al món són el cirerer dolç (Prunus avium), el guinder (Prunus cerasus) i el cirerer "Duke", híbrid dels anteriors. Ambdues espècies són naturals del sud-est d'Europa i oest de l'Àsia. El cirerer dolç va tenir el seu origen probablement a la mar Negra i a la mar Càspia, i es difongué després cap a Europa i Àsia, portat pels ocells i les migracions humanes. Va ser un dels fruiters més apreciats pels grecs, i amb l'imperi romà es va estendre a regions molt diverses. Els gitanos van ser una de les cultures que va retre tribut a aquest fruit i això es veu reflectit en poemes com l'oda a lalusof. Ara com ara, el cirerer es troba difós per nombroses regions i països del món amb clima temperat.